# Дев'яткіно (станція)
Дев'я́ткіно (рос. Девя́ткино) — станція Октябрської залізниці, розташована в селищі Муріно Всеволожського району Ленінградської області.

## Особливості інфраструктури
В середині платформи розташована побудована в 1978 році однойменна станція метро, яка має кросплатформені виходи до залізничної станції. Вихід до села зі східної сторони здійснюється через два підземні переходи. Перехід між третьою та четвертою платформами також може здійснюватись через розташований на південному кінці платформи надземний перехід. Через розташування станції метро паралельно із залізничною станцією, вона була споруджена на штучно насипаному пагорбі. Таким чином, на південь від станції залізничні колії розходяться і колії, що прямують на північ проходять зі сходу від станції метро, а що йдуть на південь — із заходу, а потім, вже з північного боку біля електродепо «Північне» вони знову сходяться. З півдня від станції метро і, відповідно, надземного переходу споруджена вентиляційна шахта.

## Підземні переходи

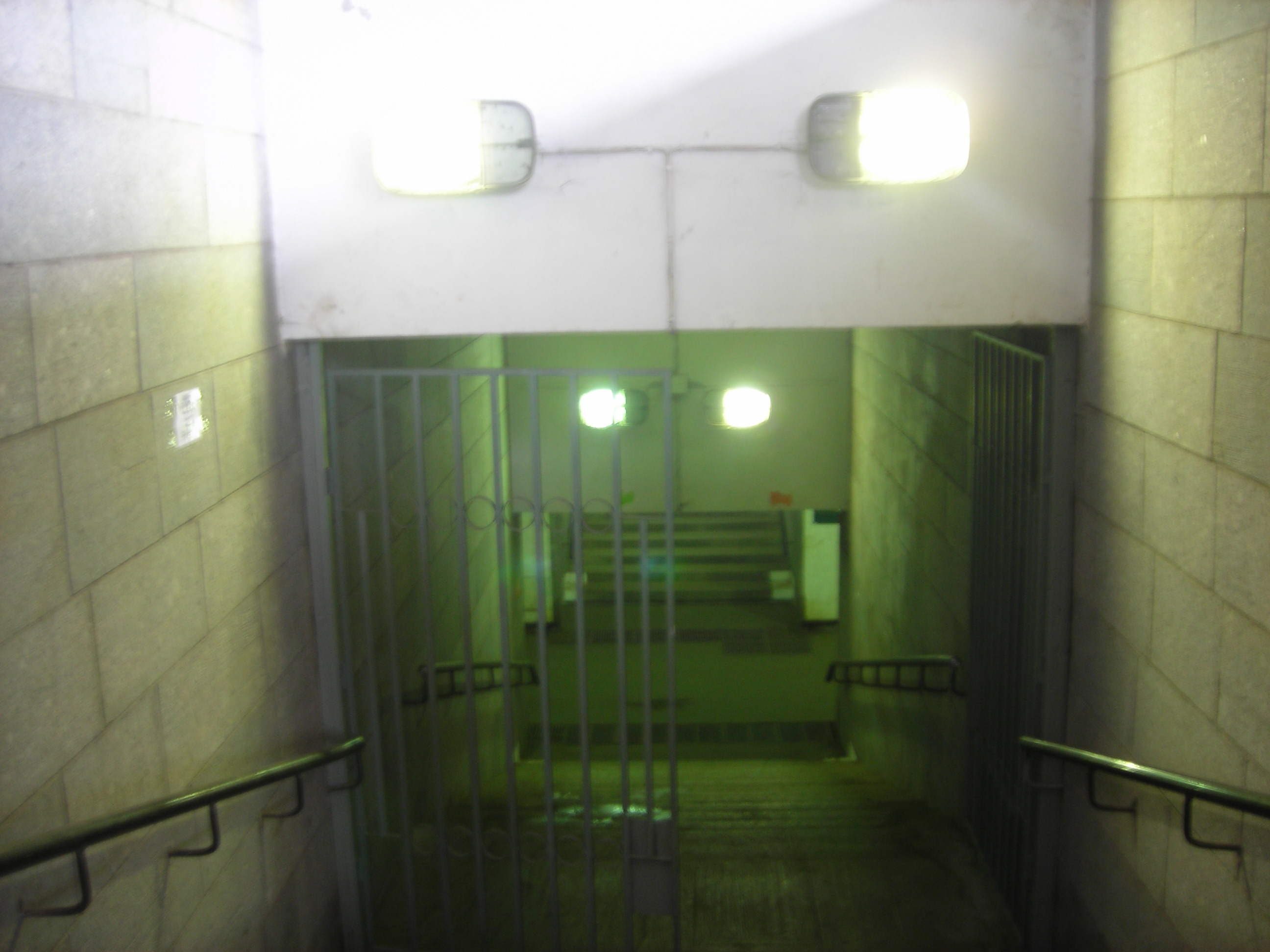
Вхід в підземний перехід

Переходи були побудовані для того, щоб сполучити між собою чотири платформи станції, не допускаючи пасажирів на залізничні колії.
У первинний проект було внесено зміни і станом на 2007 рік західні виходи (в полі) з підземного переходу закриті металевими ґратами. Сполучають між собою першу, третю та четверту платформи.